# گیر هارده
گیر هارده (انگلیسی: Geir Haarde؛ زادهٔ ۸ آوریل ۱۹۵۱) یک سیاست‌مدار اهل ایسلند است.